# Ithysia pravata
Ithysia pravata là một loài bướm đêm trong họ Geometridae.